# Aldeia Mong Há

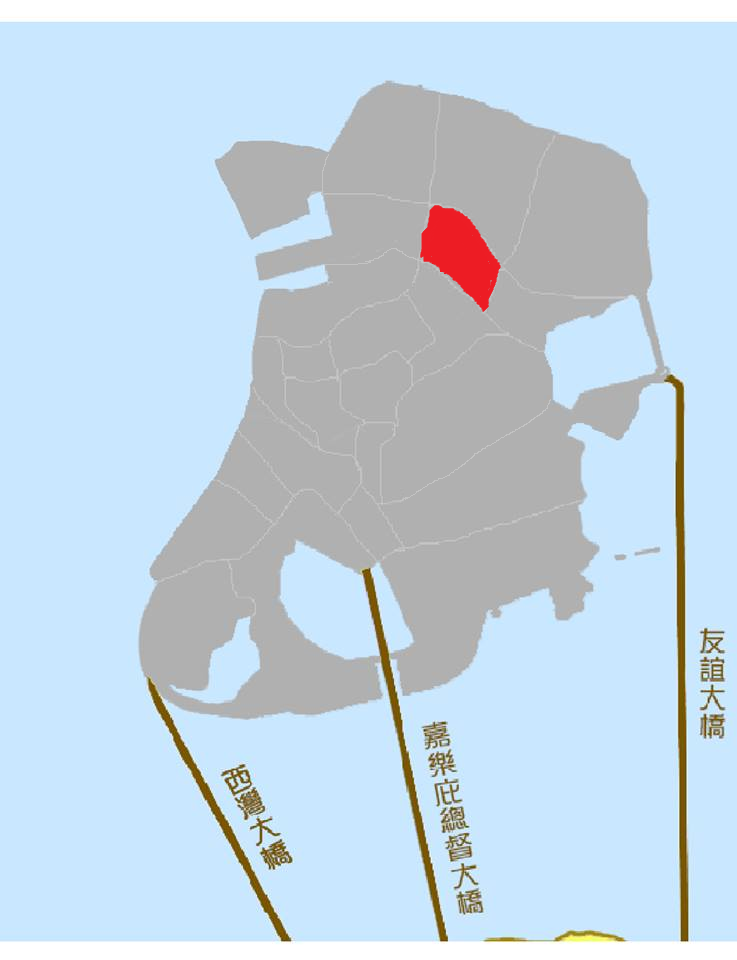
Mong Há na Península de Macau

Aldeia Mong Há ou Povoação de Mong-Há, é uma aldeia com uma longa história situada perto da colina de Mong-Há, em Macau. Localizada no caminho necessário para o início da cidade de Macau, tendo sido guarnecida por um quartel militar inicialmente. Mais tarde, durante o governo do imperador Guangxu da Dinastia Qing, o governo macaense-português ocupou a aldeia para a construção de estradas e saneamento, tendo esta deixado de existir.

## Etimologia
Como muitos dos habitantes da aldeia de Wang Ha são de Xiamen, província de Fujian, o nome “Mong Há" tem a conotação de olhar para Xiamen à distância, enquanto o nome “Mong Há" tem a conotação de esperar que Xiamen seja próspera e desenvolvida. O nome "Mong Ha" implicam ambos a nostalgia do povo fujianês.

## Data da origem
De acordo com o historiador Tang Kaijian(湯開建), o povoado foi fundado entre 1544 a 1553, durante o império de Jiajing da Dinastia Ming.

## História
Muitos dos habitantes da aldeia de Mong Ha são de origem Min Chiu e emigraram de Xiamen, Fujian. A aldeia de Mong Há remonta ao 14.º ano de Hongwu da dinastia Ming (ou seja, 1381) e pertencia ao 14.º ano de Heung San (ou seja, 1381) e estava sob a jurisdição de Heung San Kung Sheung To. No entanto, quando se diz que a aldeia foi aberta, a inscrição regista que foi no 19.º ano da dinastia Ming (ou seja, 1386). No entanto, antes da abertura da aldeia, o apelido He já aí se tinha estabelecido e, nessa altura, havia também os apelidos Lin e Shen da mesma cidade natal. O clã Zhao também se instalou no final da dinastia Ming. No entanto, a aldeia foi abandonada no início da dinastia Qing, devido à ordem de deslocação da aldeia para o mar.
Em 1743, no oitavo ano do reinado de Qianlong, o governo Qing, a pedido de Tseleng, o Governador de Guangdong e Guangxi, transferiu a Chancelaria do Condado de Macau para a aldeia de Mong-Há , com o objetivo de tratar dos assuntos chineses e estrangeiros de Macau. Este Gabinete do Condado estava sob a jurisdição do Comissário Civil e Militar de Macau para a Defesa Costeira (abreviadamente designado por Comissário de Macau para a Defesa Costeira) e estava sob a jurisdição do Condado de Heungshan. Desde os primeiros tempos, quando havia cerca de 500 famílias e 20 ruas, a aldeia desenvolveu-se gradualmente até se tornar numa grande aldeia da Península de Macau, com mais de 130 pequenas ruas e vielas.
No 29.º ano do período Daoguang (1849), os portugueses expulsaram o magistrado do condado e os funcionários da aldeia de Mong Há e demoliram o gabinete do magistrado na aldeia de Mong Há. Nessa altura, o magistrado mudou-se para a cidade de Qianshan e os soldados retiraram-se para o Templo de Sanshan na aldeia de Baishi (a aldeia de Baishi é a atual Yinshiyayuan em Qianshan, Zhuhai). Os aldeões de Mong Há organizaram-se no "Grupo de Voluntários da Aldeia de Mong Há" no local do Templo de Shing Wong para defender a sua terra natal e o campo. Como resultado da unidade de objectivos dos aldeões e da relação entre a situação geográfica, a Revista do Condado de Xiangshan registou: "No primeiro mês do décimo terceiro ano de Guangxu, os forasteiros exigiram a renda da taxa da lâmpada da aldeia de Wang Ha e arranjaram uma placa de porta, e os aldeões gritaram os gongos para chamar o povo, e os forasteiros, temendo os forasteiros, foram-se embora. No 16.º ano de Guangxu, Li Zhengyong, o governador de Xiangshan, relatou que "a aldeia de Wang Ha nunca pagou de bom grado renda a forasteiros", o que mostra que a aldeia de Wang Ha ainda não estava sob o domínio português nessa altura. Posteriormente, devido ao desaparecimento da barreira natural, a aldeia de Mong Há acabou por ser ocupada pelos governos australiano e português para a construção de estradas, mas o governo Qing não lutou pela retoma da aldeia de Mong Ha por razões de razoabilidade, tendo antes planeado utilizar a aldeia como moeda de troca para a permuta de parcelas de terra. Em vez disso, tencionava utilizar a aldeia de Mong Há como moeda de troca para a permuta de terras, propondo a troca da aldeia de Lung Tin e da aldeia de Mong Ha pelas terras ocupadas pelos portugueses na Taipa e em Coloane, o que foi rejeitado pelos portugueses, tendo toda a povoação de Long Tin, a aldeia de Mong Há, a Taipa e Coloane caído nas mãos dos portugueses. Atualmente, como consta do Livro de Nomes de Ruas do Município de Macau, "a Aldeia de Mong Ha, que se situava no sopé da colina a sul do poente de Mong Ha, foi anulada com a construção da Avenida do Visconde do México, deixando de existir".

### faixa de aldeia
No início, os limites da aldeia de Mong Ha não eram claros: quando Macau construiu as suas muralhas em 1627, o limite sul foi considerado o norte das muralhas da cidade; no século XVII, o limite norte foi considerado a Colina do Lótus (Colina de Mong Há); em meados do século XIX, foi considerado povoação de Long Tin a sudeste, a aldeia San Kio a sudoeste, a Colina de Mong Há a norte e a Montanha Russa a leste.

## Eventos históricos

O local onde a China e os Estados Unidos assinaram o "Tratado Wangxia Sino-EUA" - Templo Puji

- No oitavo ano da dinastia Qing (1743), o governo Qing instalou o Gabinete do Chanceler do Condado de Macau na aldeia de Mong-Há. No 19º ano da era Qing Daoguang (1839), o ministro Lin Zexu reuniu-se com o conselheiro português no Templo de Lianfeng e anunciou uma proibição rigorosa do ópio, ordenando aos portugueses que expulsassem os traficantes de ópio britânicos .  No 24º ano da dinastia Qing (1844), o governo Qing e os Estados Unidos da América assinaram um tratado desigual, o Tratado Sino-Americano de Mong Há, no Templo Puji Zen, na aldeia de Wang Ha.  No 29.º ano da dinastia Qing (1849), os portugueses invadiram formalmente Macau, expulsando o ministro do condado e os funcionários da aldeia de Mong Há e destruindo o gabinete do ministro do condado de Heung San na aldeia de Mong Há.  No 29º ano da Dinastia Qing (1849), o Governador de Macau, João Maria Ferreira do Amaral, foi assassinado por um aldeão de Mong Há, Shen Zhiliang, e seus companheiros, devido à sua política colonial expansionista.  Em 1883, o governo macaense-português ocupou a aldeia de Mong Há e obrigou os aldeões a registar as suas casas e a extorquir rendas de terras, o que levou os aldeões a organizar o "Corpo de Voluntários para o Conhecimento e Conservação das Aldeias de Mong Há" para lutar contra a invasão.

## Moderno
O aspeto da antiga aldeia de Mong Ha desapareceu com o desenvolvimento económico e a construção de Macau. Ao lado do atual Mosteiro Zen de Puji, ainda existe um pequeno número de ruas e vielas da aldeia, e algumas das ruas e vielas da aldeia ainda hoje existem, como a Shepherd's Lane
Atualmente, os edifícios remanescentes da aldeia de Mong-Há incluem o Templo de Lin Fung, o Templo de Kwun Yum Tong, o Templo de Kwun Yum Yum (Templo de Kwun Yum Tsai e Shing Wong), o Salão dos Ancestrais de Ho, o Forte de Mong-Há, o Templo de Hong Zhen Kwan, o Jardim de Tong, a Igreja Católica de S. Francisco de Assis de Mong-Há, etc. O Forte e o Quartel foram convertidos no Instituto de Estudos Turísticos de Macau e a habitação social de Mong-Há, na Casa de Mong Yin. Por outro lado, a Fortaleza e o Quartel de Mong-Há foram transformados no Instituto de Turismo de Macau e o Centro Social de Mong-Há, na Casa de Mong Yin.
Alguns académicos comentaram: "A antiga aldeia de Mong Há tornou-se agora uma área urbana com muitas estradas e edifícios, e muitas das suas relíquias culturais e monumentos desapareceram no ar. A expansão da cidade de Macau e a melhoria da sua estrutura económica e das suas instalações municipais não devem destruir os poucos vestígios que restam da textura de Mong Há. Alguns membros do Conselho de Urbanismo expressaram a opinião de que o Kwun Yum Tong e o Templo de Hong Zhen Kwan, ambos com uma história de várias centenas de anos, devem ser preservados e não devem ser adulterados."

### Locais
- Terminal Mong Há
- Centro Esportivo Mong Há